# Kleinbahn Wittingen–Oebisfelde
Die Kleinbahn Wittingen–Oebisfelde GmbH betrieb auf der 43 Kilometer langen Bahnstrecke Wittingen–Oebisfelde Personen- und Güterverkehr. 

## Geschichte
Die Kleinbahn Wittingen–Oebisfelde GmbH eröffnete ihre Strecke am 15. September 1909 von Wittingen bis Brome und am 20. November desselben Jahres bis zum Endpunkt Oebisfelde Nord, der mit dem letzten Streckenabschnitt in der preußischen Provinz Sachsen (heute: Sachsen-Anhalt) lag. Bereits 1843 hatte es erste Pläne gegeben, von Uelzen aus eine Verbindung über Brome nach Südosten zu erbauen. Zuerst wurde aber die Strecke Uelzen–Wittingen–Gifhorn errichtet. Diese Strecke lag vollständig im Bereich des Königreichs Hannover, während die Strecke nach Oebisfelde nach Preußen führte. Nachdem 1900 die Pläne, eine Staatsbahnstrecke zu errichten, gescheitert waren, kam es zu Bestrebungen, eine Kleinbahn zu gründen. Träger waren zahlreiche Anrainergemeinden, weitere Gebietskörperschaften wie die Königreiche Preußen und Hannover und das Land Braunschweig sowie einige Privatpersonen. Grund für den Eisenbahnbau war das Transportbedürfnis für landwirtschaftliche Produkte und Güter. Landwirte versprachen sich niedrige Transportkosten für die Anlieferung von Kunstdüngern in die Gegend mit wenig fruchtbaren Sandböden. Dadurch sollten wiederum die Erträge steigen, die per Bahn abtransportiert werden konnten.
1909 begann der Betrieb mit vier Dampflokomotiven der Firma Borsig im Personen- und Güterverkehr. Der Bahnhof Wittingen West wurde von Anfang an auch von der Kleinbahn Celle–Wittingen und der Altmärkischen Kleinbahn benutzt. 1924/25 wurde eine Dampflokomotive der Firma Hanomag in Hannover angeschafft. 
Die gute Auslastung der Strecke zeigt sich beispielsweise durch Zahlen des Jahres 1928. Sechs Lokomotiven beförderten in diesem Jahr 100.000 Personen und etwa 125.000 Tonnen Güter. 1933 wurde ein erster Triebwagen angeschafft, 1938 mit KWOe T3 ein zweiter. 1939 verkehrten nur noch drei tägliche Zugpaare auf der Strecke. Zusätzlich befuhr ein Kleinbahn-Bus die Strecke Brome–Wittingen. 
1944 wurde die Gesellschaft mit einigen anderen zur Osthannoverschen Eisenbahnen AG (OHE) zusammengelegt. 
2014 war die Strecke von Wittingen bis Rühen größtenteils noch vorhanden, aber nicht mehr an das allgemeine Schienennetz angeschlossen.